# نبرد یورک
نبرد یورک (انگلیسی: Battle of York) نبردی در جنگ ۱۸۱۲ در یورک (کانادای علیا) (تورنتو امروزی ، انتاریو، کانادا) در ۲۷ آوریل ۱۸۱۳ بود. یک نیروی آمریکایی با پشتیبانی نیروی دریایی ناوگروه در ساحل دریاچه به سمت غرب فرود آمد و علیه شهر پیشروی کرد که توسط نیرویی بیش از حد متشکل از افراد عادی، شبه نظامیان و بومیان اوجیبوه تحت فرماندهی کلی سرلشکر راجر هیل شیف از آن دفاع می‌کردند.
نیروهای شیف شکست خوردند و شیف با سربازان عادی بازمانده خود به کینگستون، انتاریو عقب‌نشینی کرد و شبه نظامیان و غیرنظامیان را رها کرد. آمریکایی‌ها قلعه، شهر و اسکله را تصرف کردند. آنها خود متحمل تلفات سنگینی شدند، از جمله سرتیپ ژنرال زبلون پایک و سایرین که در هنگام منفجر کردن قلعه توسط بریتانیایی‌های عقب‌نشین کشته شدند. نیروهای آمریکایی متعاقباً چندین اقدام آتش‌سوزی و غارت را در شهر انجام دادند و پس از چند روز عقب‌نشینی کردند.
اگرچه آمریکایی‌ها یک پیروزی واضح به دست آوردند، اما نبرد نتایج استراتژیک قاطعی نداشت زیرا یورک از نظر نظامی یک هدف کم‌اهمیت‌تر از کینگستون، انتاریو بود، جایی که کشتی‌های مسلح بریتانیا در دریاچه انتاریو مستقر بودند.